# Isabella Rossellini
Isabella Fiorella Elettra Giovanna Rossellini (Roma, 18 de junho de 1952) é uma atriz e modelo ítalo-americana.

## Biografia
Filha da atriz Ingrid Bergman e do cineasta Roberto Rossellini, tem uma irmã gêmea, Isotta Ingrid Rossellini, professora de literatura italiana na Universidade de Columbia. Tem ainda um irmão mais velho, Roberto, uma irmã por parte da mãe, Pia Lindstrom, filha de Ingrid com Petter Lindstrom, e quatro irmãos por parte de pai, Romano (falecido aos nove anos de idade), Renzo, Gil e Giovanna. Foi criada em Roma, Santa Marinella e Paris, e fala inglês, italiano e francês fluentemente, além de possuir dupla cidadania ítalo-americana. 
Aos cinco anos, Isabella fez uma cirurgia de apendicite. Ainda na infância, foi diagnosticada com escoliose aos onze anos de idade, o que a levou a um período posterior de 18 meses acamada e engessada se recuperando de uma cirurgia na coluna, a qual usou pedaços de uma de suas canelas, para corrigir a questão. Por conta desse período, Isabella possui algumas cicatrizes nas costas e nessa canela. 
Cedo sua beleza marcante chamou a atenção, mas ela não parecia ansiosa em seguir os passos de seus pais numa carreira no cinema. Depois de trabalhar como jornalista, na qualidade de correspondente da tevê italiana RAI em Nova York (em uma de suas entrevistas pela emissora, inclusive, conheceu o diretor Martin Scorsese, com quem se casaria no final da década de 1970), Isabella encarou uma carreira de modelo a partir dos 28 anos, na qual fez sucesso durante décadas. Seu principal trabalho nessa área foi de porta-voz e modelo principal dos cosméticos Lancôme, entre 1982 e 1992. O fato de ter permanecido na Lancôme já na idade madura constitui um feito incomparável numa época em que a indústria da beleza valoriza excessivamente a juventude de suas modelos.
Enquanto sua carreira de modelo ia de vento em popa, Isabella, um tanto por acaso, acabou por se tornar uma estrela de cinema. Primeiro, apareceu ao lado de sua mãe e de Liza Minelli em Questão de tempo (1976), para em seguida atuar em películas italianas, em 1979 (Il Prato) e 1981 (Pap’occhio).
Em 1979, casou-se com o diretor Martin Scorsese, de quem se divorciou quatro anos depois. Mesmo casada, Isabella teve um envolvimento amoroso com outro diretor, David Lynch, que depois a dirigiu, em 1986, no aclamado Veludo Azul. Este filme a lançou definitivamente no estrelato, mas por pouco não lhe custou o contrato com a Lancôme, que não ficou muito satisfeita com a forte sexualidade do papel. Em 1992 ela participou do Sex Book, um livro lançado pela Madonna que tem forte cunho erótico e homossexual.
A partir daí, sua carreira deslanchou. Foram cerca de vinte participações em filmes para a tela grande e para tevê, entre 1990 e 2003, além de aparições eventuais em séries televisivas. 
Isabella ganhou notoriedade fora das telas por sua glamorosa (apesar de instável) vida pessoal. Depois do casamento com Scorsese e do caso com Lynch, casou e se divorciou do modelo Jonathan Wiedemann e teve um romance com o ator Gary Oldman. Com Wiedemann, teve uma filha, Electra Ingrid. Outro filho seu, Roberto, é adotado.
Em 2005, na 29ª Mostra Internacional de Cinema, em São Paulo, Isabella esteve presente através de um filme de apenas 17 minutos, carinhosamente chamado Meu Pai Tem 100 Anos, com direção de Guy Maddin. O curta-metragem, escrito e inteiramente interpretado pela atriz, é uma homenagem ao centenário do nascimento de seu pai, Roberto Rossellini (1906 – 1977).
Em parceria com o grupo Lancaster, Isabella mantém uma linha de cosméticos e perfumes sob as marcas “Isabella” e “My Manifesto". Além disso, possui um mestrado em Etologia, e, com esse conhecimento, treina cães-guia para a Guide Dog Foundation.
Some of me é uma autobiografia da atriz.

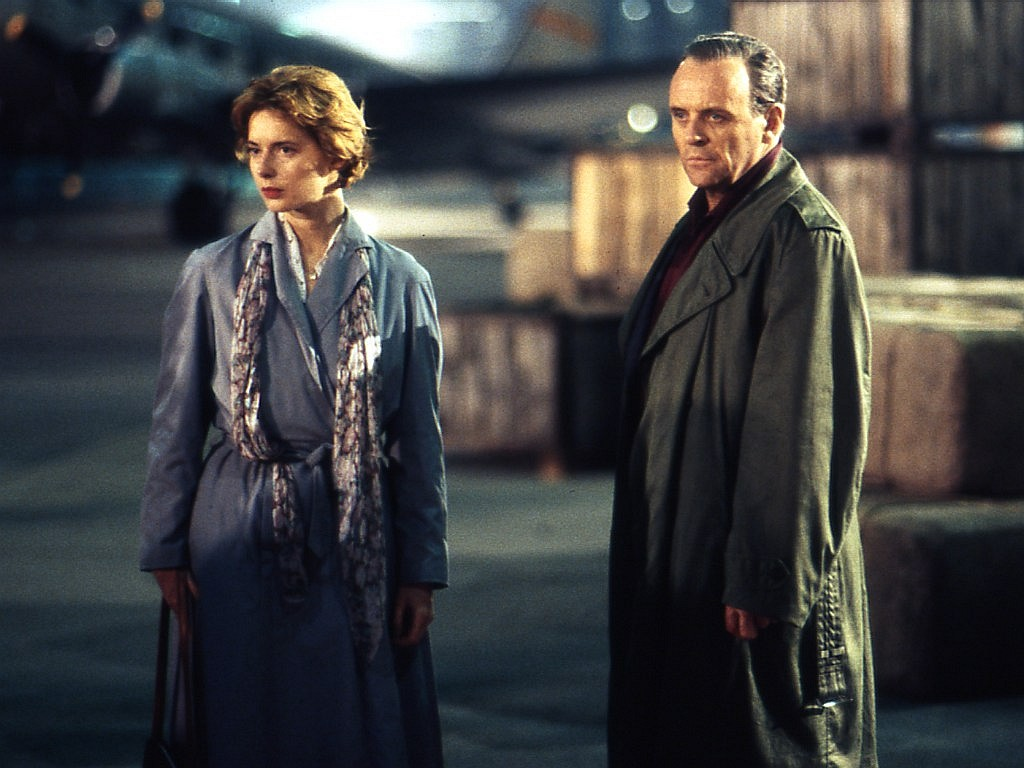
Isabella Rossellini e Anthony Hopkins durante as filmagens de O Inocente, 1993

## Trabalhos no cinema
- Conclave (2024) .... Irmã Agnes
- O Homem Duplicado (2014) .... Mãe de Adam
- Late Blomers - O Amor não tem fim (2011) .... Mary Hur
- Two Lovers (2008) .... Ruth Kraditor
- The Accidental Husband (2008) .... sra. Bollenbecker
- Brand Upon the Brain! (2006) .... Narrator
- Infamous (2006) .... Marella Agnelli
- The Architect (2006) .... Julia Waters
- Fiesta del chivo, La (2005) .... Urania
- Heights (2005) .... Liz
- Earthsea (2004) .... Thar
- King of the Corner (2004) .... Rachel Spivak
- The Tulse Luper Suitcases, Part 2: Vaux to the Sea (2004) .... mme. Moitessier
- The Saddest Music in the World (2003) .... Lady Helen Port-Huntley
- The Tulse Luper Suitcases, Part 1: The Moab Story (2003) .... mme. Moitessier
- Roger Dodger (2002) .... Joyce
- Empire (2002) .... La Colombiana
- Cielo cade, Il (2000) .... Katchen
- The Impostors (1998) .... Rainha Oculta
- Left Luggage (1998) .... sra. Kalman
- The Odyssey (1997) .... Athena
- Friends (1996) .... ela mesma
- The Funeral (1996) .... Clara Tempio
- Big Night (1996) .... Gabriella
- Croce e delizia (1995) .... Henriette
- Immortal Beloved (1994) .... Anna Marie Erdödy
- Wyatt Earp (1994) .... Kate "Nariguda"
- Fearless (1993) .... Laura Klein
- The Innocent (1993) .... Maria
- The Pickle (1993) .... mulher do Planet Cleveland
- Death Becomes Her (1992) .... Lisle von Rhoman
- Caccia alla vedova (1991) .... Rosanna
- Dames galantes (1990) .... Victoire
- Wild at Heart (1990) .... Perdita Durango
- Red Riding Hood (1989) .... Lady Jean
- Cousins (1989) .... Maria Hardy
- Zelly and Me (1988) .... srta. Zelly
- Siesta (1987) .... Marie
- Oci ciornie (1987) .... a "Senhora"
- Tough Guys Don't Dance (1987) .... Madeleine Regency
- Blue Velvet (1986) .... Dorothy Vallens
- White Nights (1985) .... Darya Greenwood
- Pap'occhio, Il (1980) .... Isabella
- Prato, Il (1979) .... Eugenia
- A Matter of Time (1976) .... irmã Pia

## Prêmios e Indicações

#### Oscar
| Ano  | Categoria                | Trabalho | Resultado | Referências |
| ---- | ------------------------ | -------- | --------- | ----------- |
| 2025 | Melhor Atriz Coadjuvante | Conclave | Indicado  | [ 4 ]       |

#### Globo de Ouro
| Ano  | Categoria                               | Trabalho             | Resultado |
| ---- | --------------------------------------- | -------------------- | --------- |
| 1996 | Melhor Atriz em Minissérie ou Telefilme | Crime of the Century | Indicado  |
| 2025 | Melhor Atriz Coadjuvante em Cinema      | Conclave             | Indicado  |

#### Emmy Awards
| Ano  | Categoria                                 | Trabalho     | Resultado |
| ---- | ----------------------------------------- | ------------ | --------- |
| 1997 | Melhor Atriz Convidada em Série Dramática | Chicago Hope | Indicado  |

#### BAFTA
| Ano  | Categoria                | Trabalho | Resultado |
| ---- | ------------------------ | -------- | --------- |
| 2025 | Melhor Atriz Coadjuvante | Conclave | Indicado  |

#### Independent Spirit Awards
| Ano  | Categoria    | Trabalho    | Resultado |
| ---- | ------------ | ----------- | --------- |
| 1986 | Melhor Atriz | Blue Velvet | Venceu    |

#### SAG Awards
| Ano  | Categoria               | Trabalho | Resultado |
| ---- | ----------------------- | -------- | --------- |
| 2025 | Melhor Elenco em Cinema | Conclave | Venceu    |

#### Critics' Choice Movie Awards
| Ano  | Categoria                          | Trabalho | Resultado |
| ---- | ---------------------------------- | -------- | --------- |
| 2025 | Melhor Elenco                      | Conclave | Venceu    |
| 2025 | Melhor Atriz Coadjuvante em Cinema | Conclave | Indicado  |

#### Satellite Awards
| Ano  | Categoria                          | Trabalho | Resultado |
| ---- | ---------------------------------- | -------- | --------- |
| 2025 | Melhor Atriz Coadjuvante em Cinema | Conclave | Indicado  |

#### Saturn Awards
| Ano  | Categoria                | Trabalho          | Resultado |
| ---- | ------------------------ | ----------------- | --------- |
| 1993 | Melhor Atriz Coadjuvante | Death Becomes Her | Venceu    |